# Helictopleurus littoralis
Helictopleurus littoralis är en skalbaggsart som beskrevs av Olivier Montreuil 2005. Helictopleurus littoralis ingår i släktet Helictopleurus och familjen bladhorningar. Inga underarter finns listade i Catalogue of Life.